# Sibaviatrans
Sibaviatrans (russisch Сибавиатранс), kurz SIAT, war eine in der russischen Stadt Krasnojarsk beheimatete Fluggesellschaft.

## Geschichte
Die Gesellschaft wurde 1995 gegründet und gehörte zu 100 % den Brüdern Alexander und Boris Abramowitsch. Im Jahr 2004 schloss sich die Gesellschaft mit vier anderen russischen Fluglinien der Abramowitschs zur Allianz AiRUnion zusammen. Zum Ende des Jahres 2007 sollten die fünf Gesellschaften dann unter dem Namen AirUnion zu einer großen Fluggesellschaft fusionieren, was jedoch auf Grund finanzieller Probleme nie geschah.
Im September 2008 stellte Sibaviatrans auf Grund des Kollapses der AirUnion den Flugbetrieb ein.

## Flotte
(Stand: Mai 2008)
Flugzeuge
- 08 Antonow An-24RW
- 01 Antonow An-32
- 01 Antonow An-74-200
- 03 Jakowlew Jak-40K
- 05 Tupolew Tu-134A
- 02 Tupolew Tu-134B

Hubschrauber
- 09 Mil Mi-8
- 01 Bell 407